# Фрітер (страва)
Фрітер, оладка (англ. fritter) — це шматок м'яса, морепродукти, фрукти, овочі чи інші інгредієнти, котрі були перемішані у клярі або запаніровані, або просто шматок тіста без інших інгредієнтів, які смажаться у фритюрі. Готують фрітери як солодкі, так і солоні.

## Визначення
Видання 1854 року «Американського словника англійської мови» Ноа Вебстера визначає фрітер (fritter) як перехідне дієслово, що означає «нарізати м'ясо на дрібні шматочки для смаження». Інше визначення з 1861 року дається як «млинець, що містить подрібнені фрукти, птицю, рибу; також невеликий шматочок смаженого м'яса».

## Різновиди

### Африка
Країни Західної Африки мають багато варіацій, схожих на фрітери. Найпоширеніший процес включає змішування очищеного чорноокого горошку з перцем і спеціями для отримання густої текстури. Версія йоруба (Yoruba), акара, є популярною вуличною закускою та гарніром у нігерійській культурі.

#### Південна Африка
У Південній Африці популярні гарбузові фрітери, які в будь-який час доби подають з цукром з корицею.

### Азії

#### Південна Азія
Фрітери — це надзвичайно популярні придорожні закуски по всій Південній Азії, їх зазвичай називають пакора (pakora) або бхаджі (bhajia) у місцевій мові — цибулевий бхаджі також користується великою популярністю за кордоном і вдома.

##### Індія
В Індії пакора (pakora) — це фрітер із різноманітних овочів і спецій.
У південноіндійському штаті Керала надзвичайно популярні бананові фрітери.
Пеяджі (peyaji) — бенгальська страва з фрітерів із цибулею.

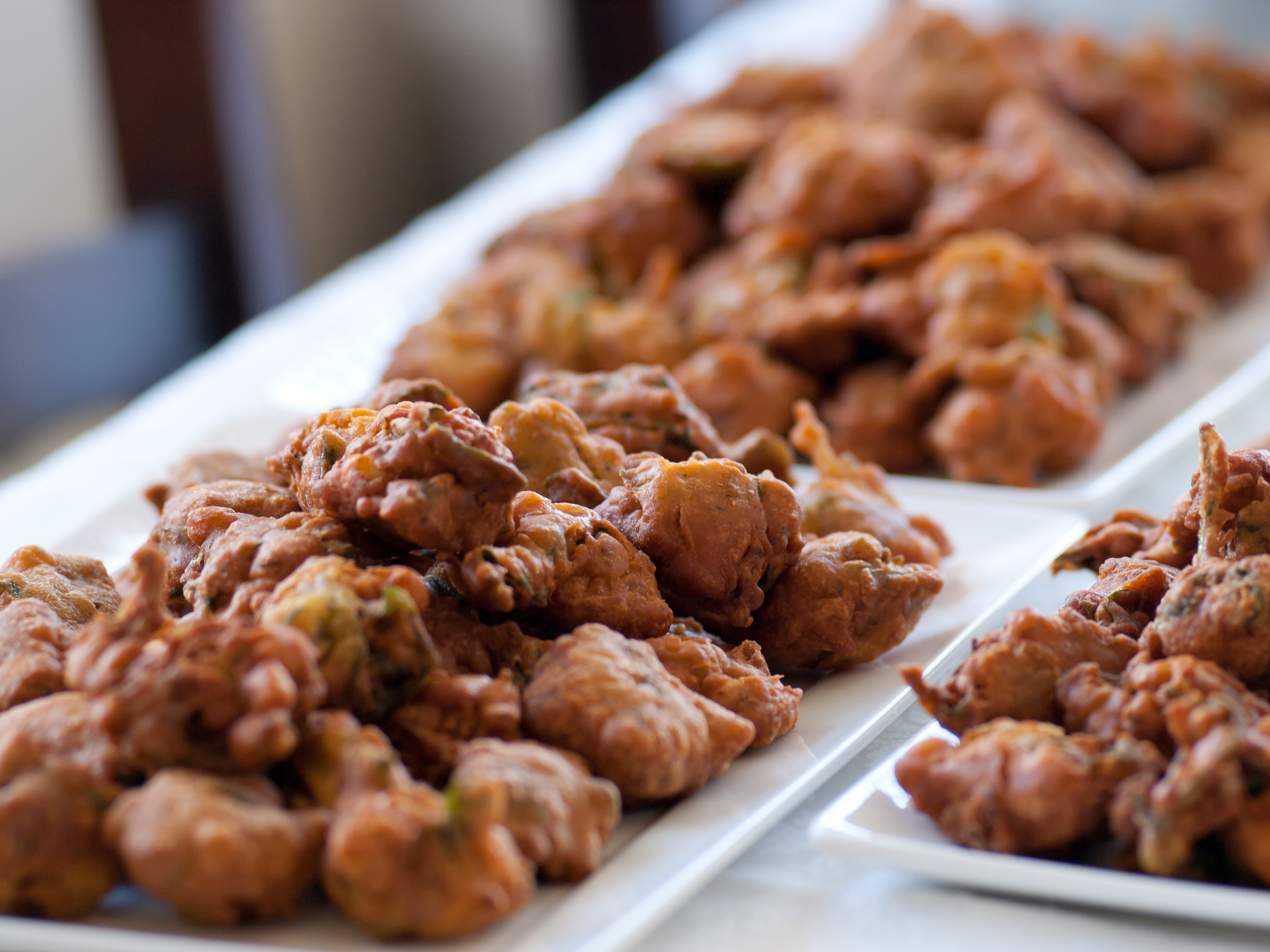
Pakoras з чилі
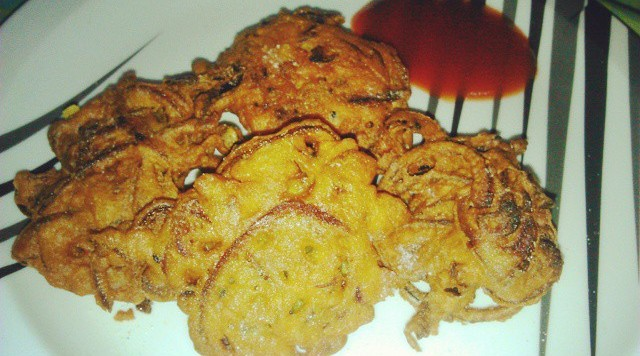
Страва з цибулевими фрітерами (peyaji) із Бенгалії
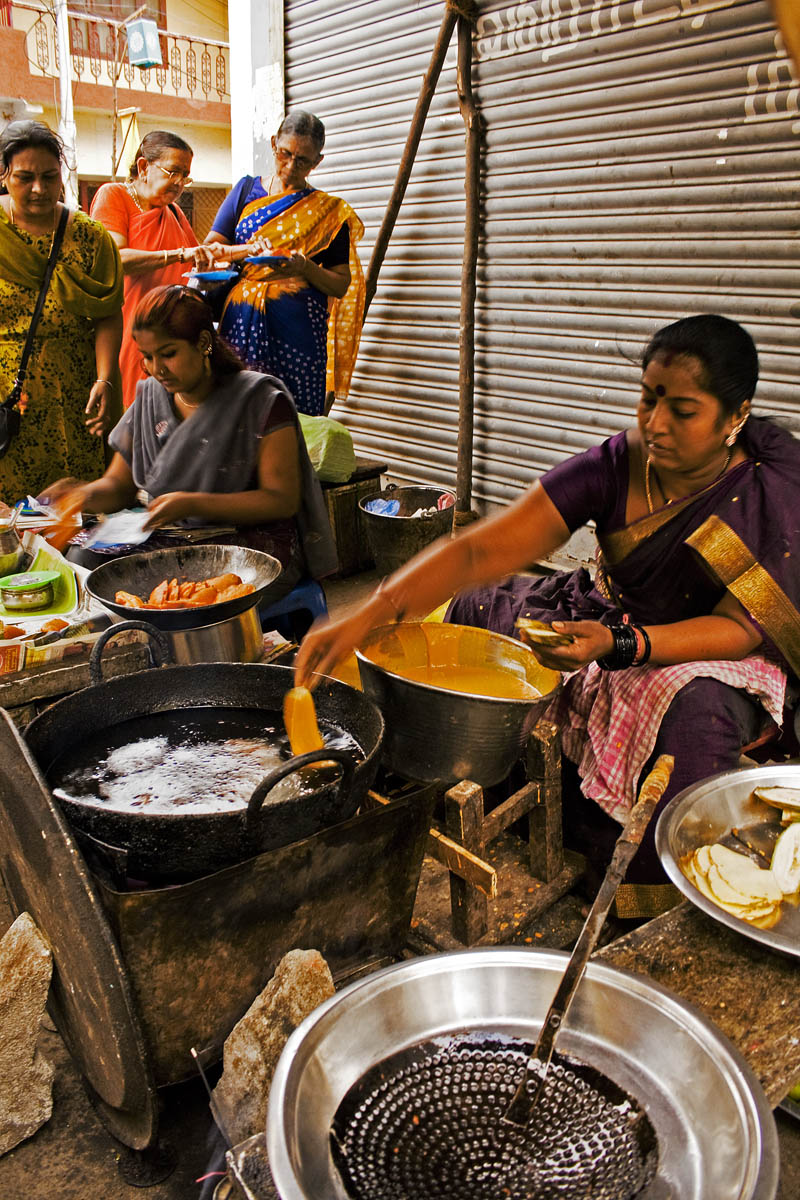
Жінка виготовляє bajjis в Мілапоре
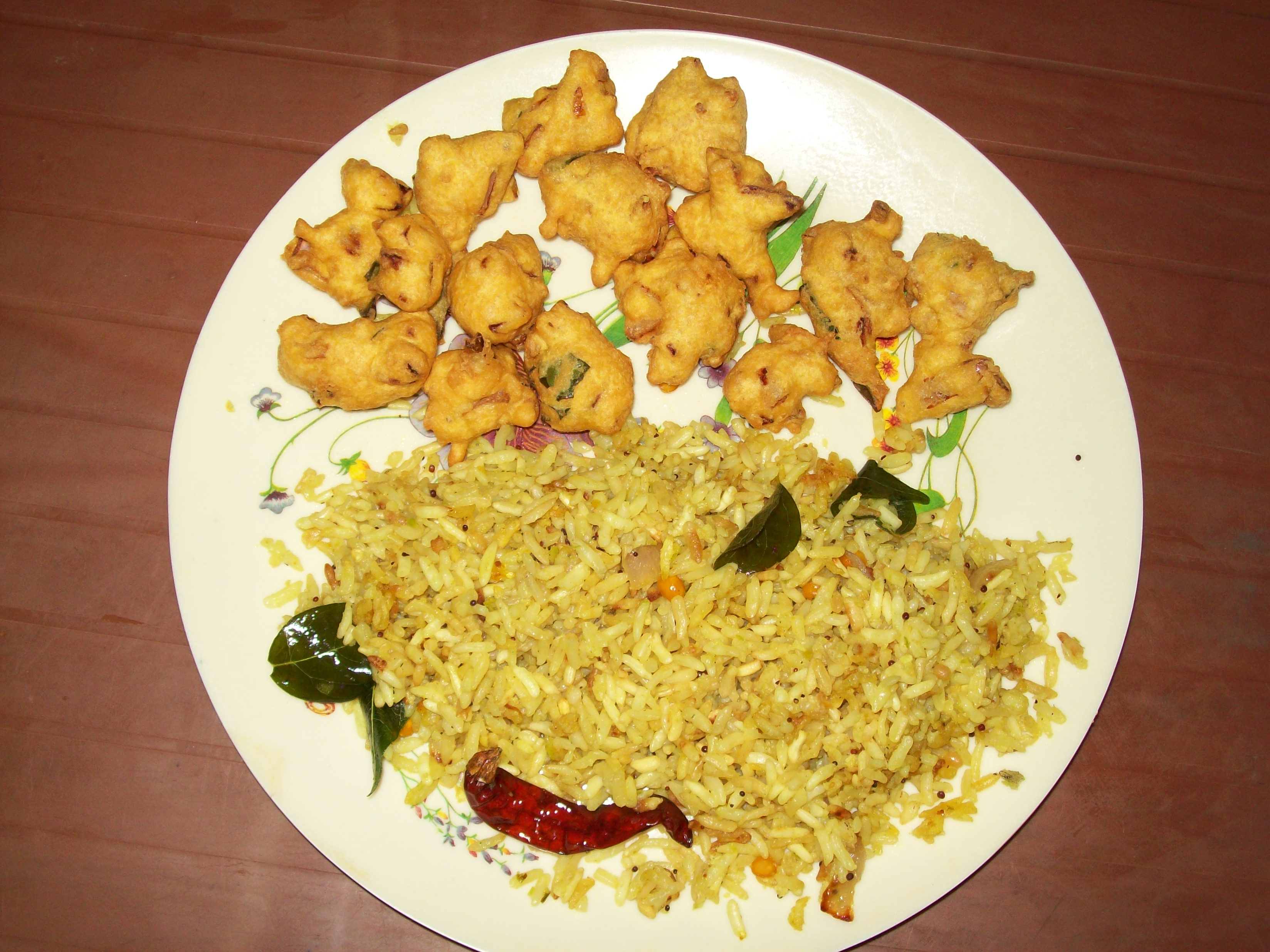
Uggani bajji, рис та фрітери, типовий сніданок у Раджаласіма

#### Південно-Східна Азія

##### Бруней
У Брунеї фрітери відомі як cucur і їх їдять як закуски. Cucur також є частиною місцевої вуличної їжі та зазвичай продається на продовольчих кіосках у стилі вуличного ринку (відомі як gerai). Зазвичай вони готуються з начинками, котрі зазвичай виготовляються з бананів, креветок, батату, солодкої картоплі та овочів (зазвичай нарізаної капусти або моркви). З деяких місцевих сезонних фруктів, також роблять cucur , найчастіше з дуріаном, хлібним деревом (sukun), tibadak (Artocarpus integer) і tarap (Artocarpus odoratissimus).

##### Індонезія
В Індонезії фрітери належать до категорії gorengan (індонез. fritters, від goreng «смажити»), і багато різновидів продаються на подорожніх візках або вуличними торговцями по всій Індонезії. Різні види інгредієнтів занурюють у кляр і смажать у фритюрі, наприклад банани (пісанг горенг, pisang gorengтемпе мендоан , таху горенг (смажений тофу), онком, солодка картопля, шматочки маніоки, тапаї з маніоки, чиренг (фрітери з тапіоки), бакван (борошно з нарізаними овочами), таху ісі (тофу з начинкою) і хлібне дерево . Їх часто їдять із свіжим перцем чилі «пташине око» (bird's eye). Різновид, відомий як бакван (bakwan), зазвичай містить борошно з нарізаними овочами, такими як морква та капуста, тоді як смажені котлети під назвою перкедель (perkedel) зазвичай складаються з картопляного пюре або меленої кукурудзи (perkedel jagung або bakwan jagung).

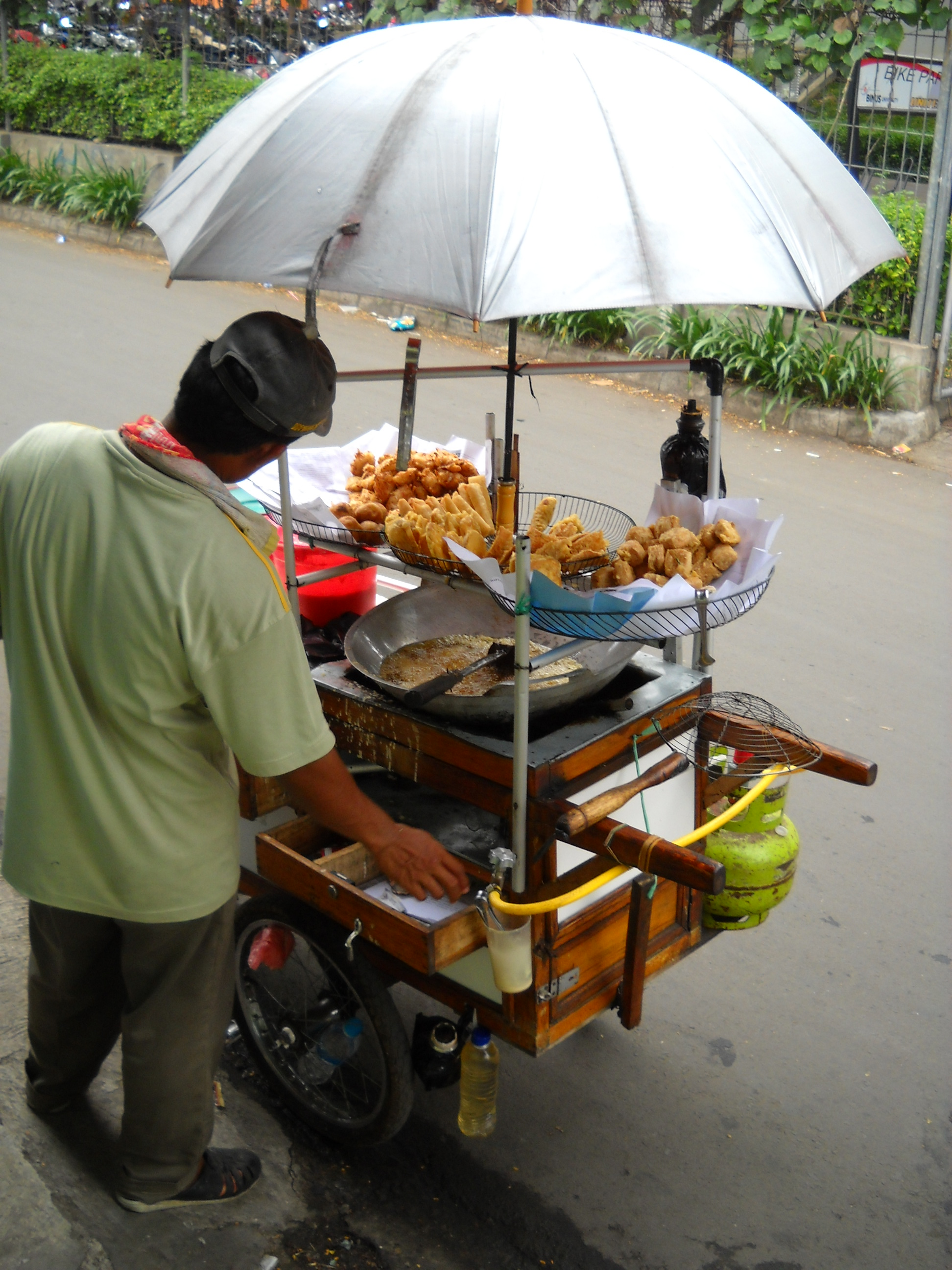
Горенган, індонезійський вуличний торговець різноманітними фрітерами
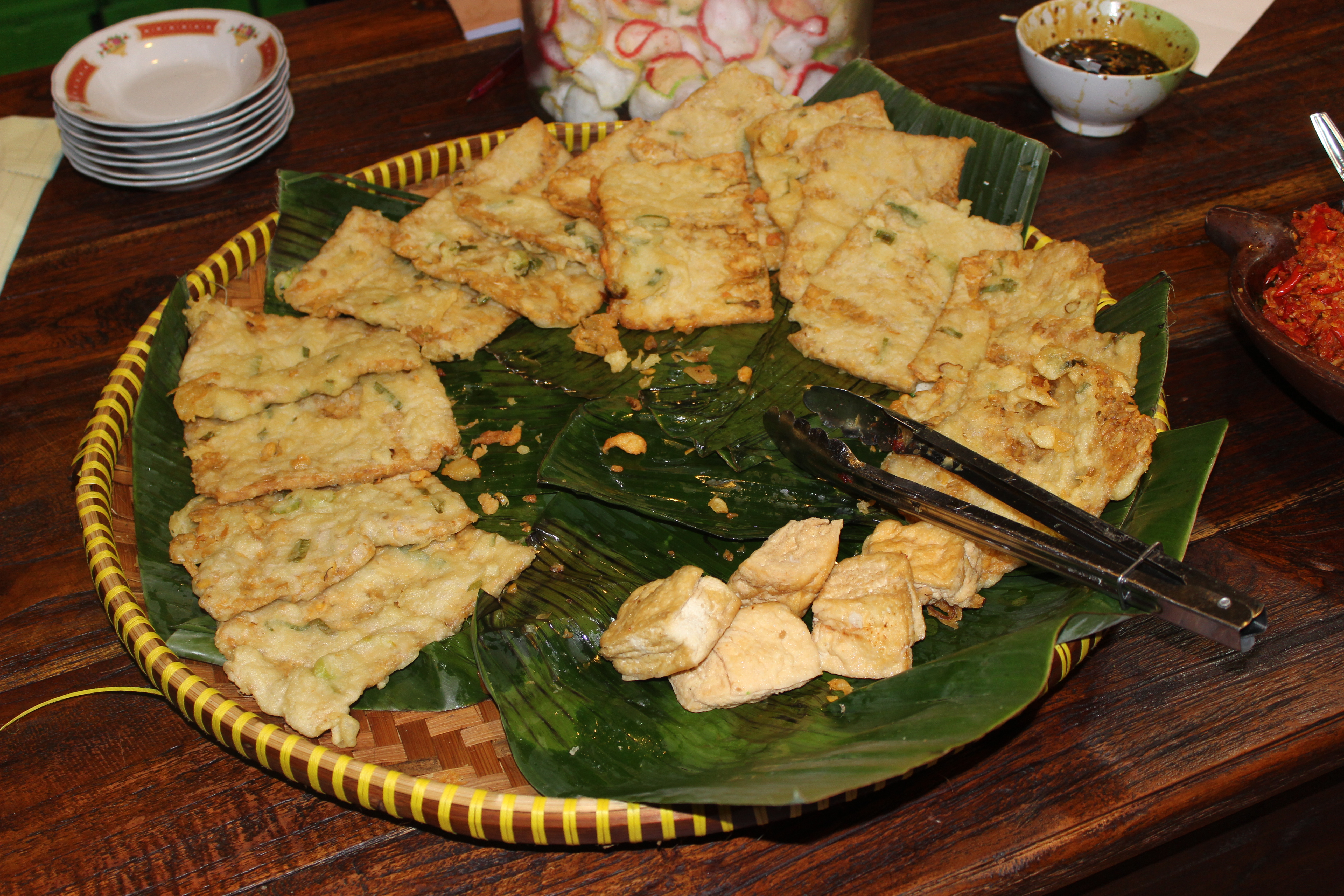
Індонезійські фрітери темпе мендоан і тофу
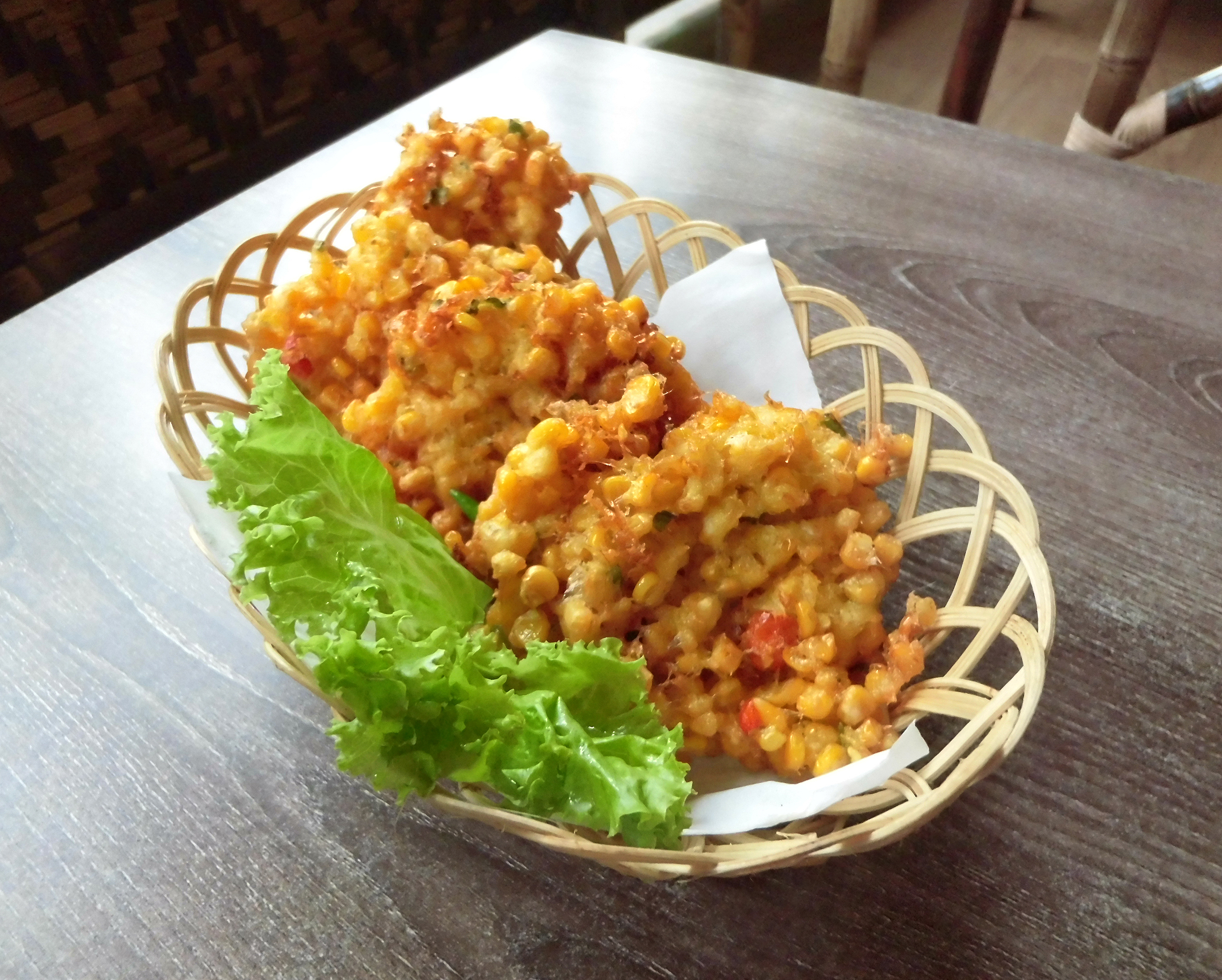
Bakwan jagung, індонезійський кукурудзяний фрітер
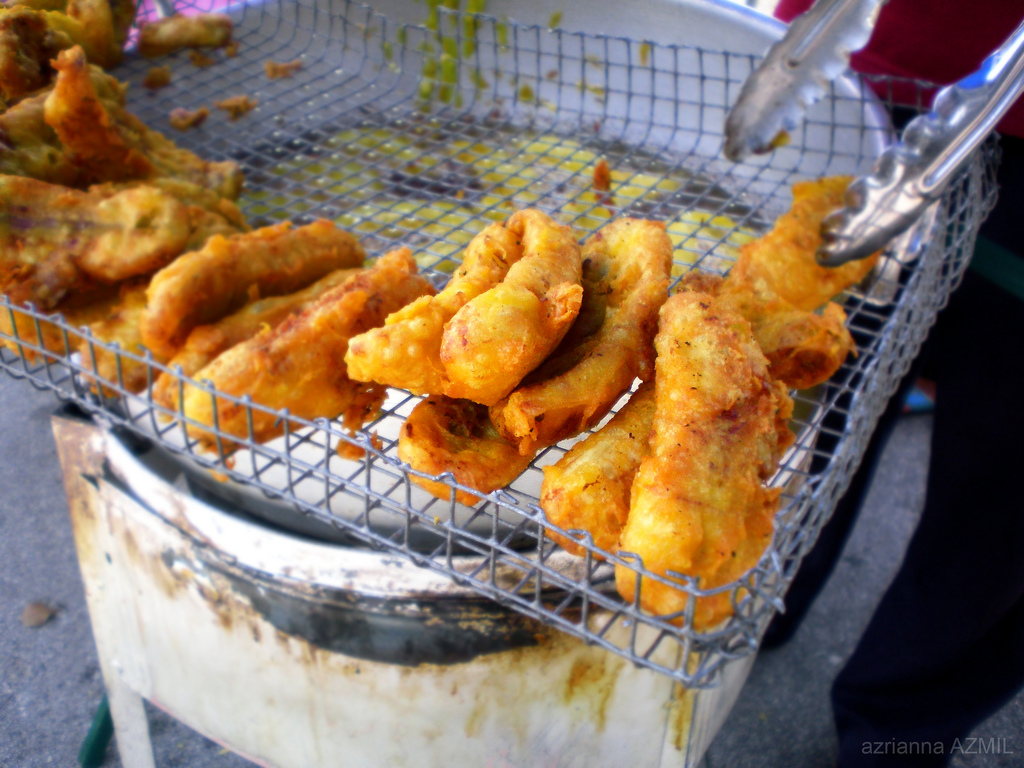
Торговець фрітерами пропонує пісанг горенг, індонезійські бананові оладки

##### Малайзія
У Малайзії типові фрітери під назвою cucur (такі як ямс, батат і банани) смажать біля дороги у великому воці та продають як закуски .

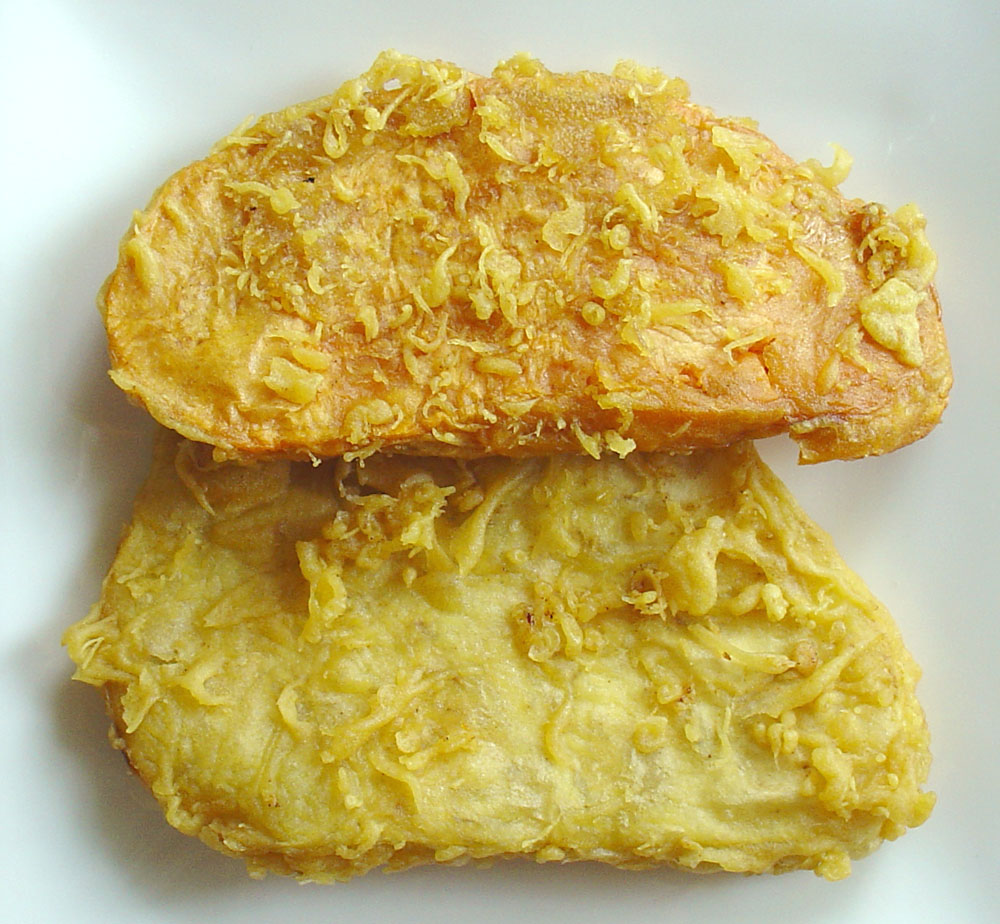
Малайзійський придорожній ямс і фрітери з солодкої картоплі

##### М'янма
У бірманській кухні фрітери називаються ай-кьюв (a-kyaw) (бірм. အကြော်), тоді як фрітери асорті називаються a-kyaw-sone (бірм. အကြော်စုံ). Найпопулярнішим a-kyaw є фрітер із гарбуза (ဘူးသီးကြော်). Нарізана кубиками цибуля, нут, картопля, різноманітні листові овочі, паста з коричневої квасолі, бірманський тофу, чайот, банан і шкварки — інші популярні інгредієнти для оладок. З чорної квасолі готують пасту з листям карі для приготування bayagyaw — невеликих фрітерів, схожих на фалафель. На відміну від pisang goreng, бірманські бананові фрітери готуються тільки з перестиглих бананів без додавання цукру або меду.

Солоні фрітери їдять переважно на сніданок або закушують до чаю. Фрітери з гарбуза, нуту та цибулі нарізають невеликими шматочками і їдять з Mohinga, національною стравою М'янми. Ці фрітери також їдять з рисом Као ньїн баунг (Kao hnyin baung) і зеленим бірманським соусом, який називається чін-со-кар (hin-saw-kar) або а-чін-яй(a-chin-yay) . Залежно від оладки, соус готується з соусу чилі, розведеного оцтом, водою, кінзою, дрібно нарізаними помідорами, часником і цибулею.

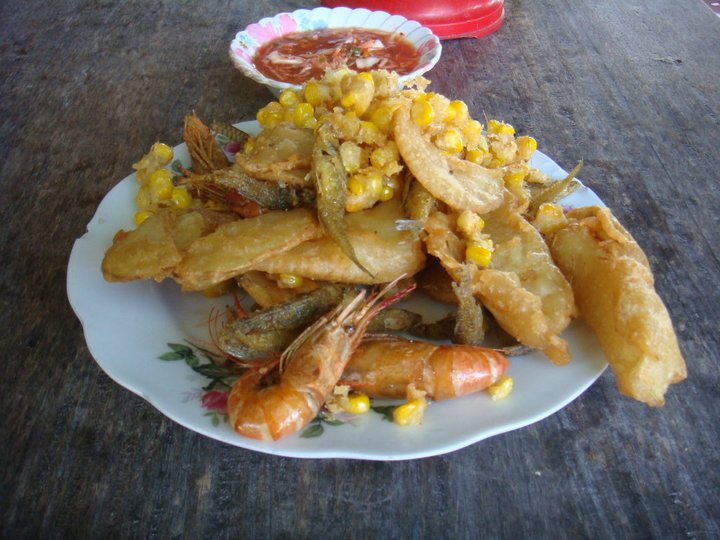
Смажені закуски М'янми

##### Філіппіни
На Філіппінах яєчні фрітери називаються токнененг (tokneneng) (качка) або квек-квек (kwek-kwek) (перепілка), а оладки з кальмарами називаються каламарес . Вони, а також оладки з креветками під назвою окой (okoy) і бананові фрітери під назвою маруя (maruya) також продаються на візках або у вуличних продавців.

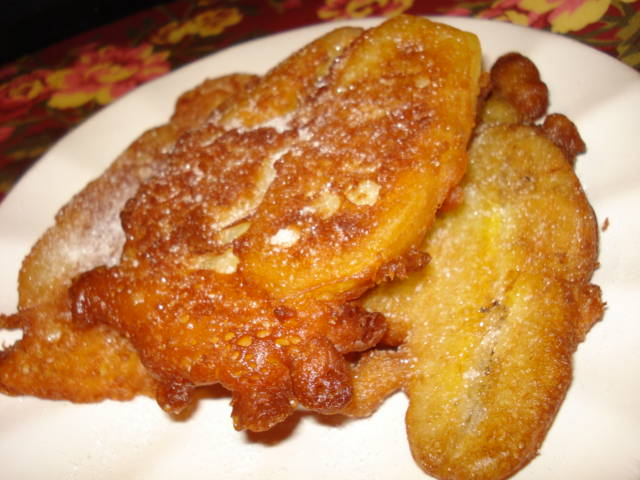
Маруя або кумбо, бананові оладки
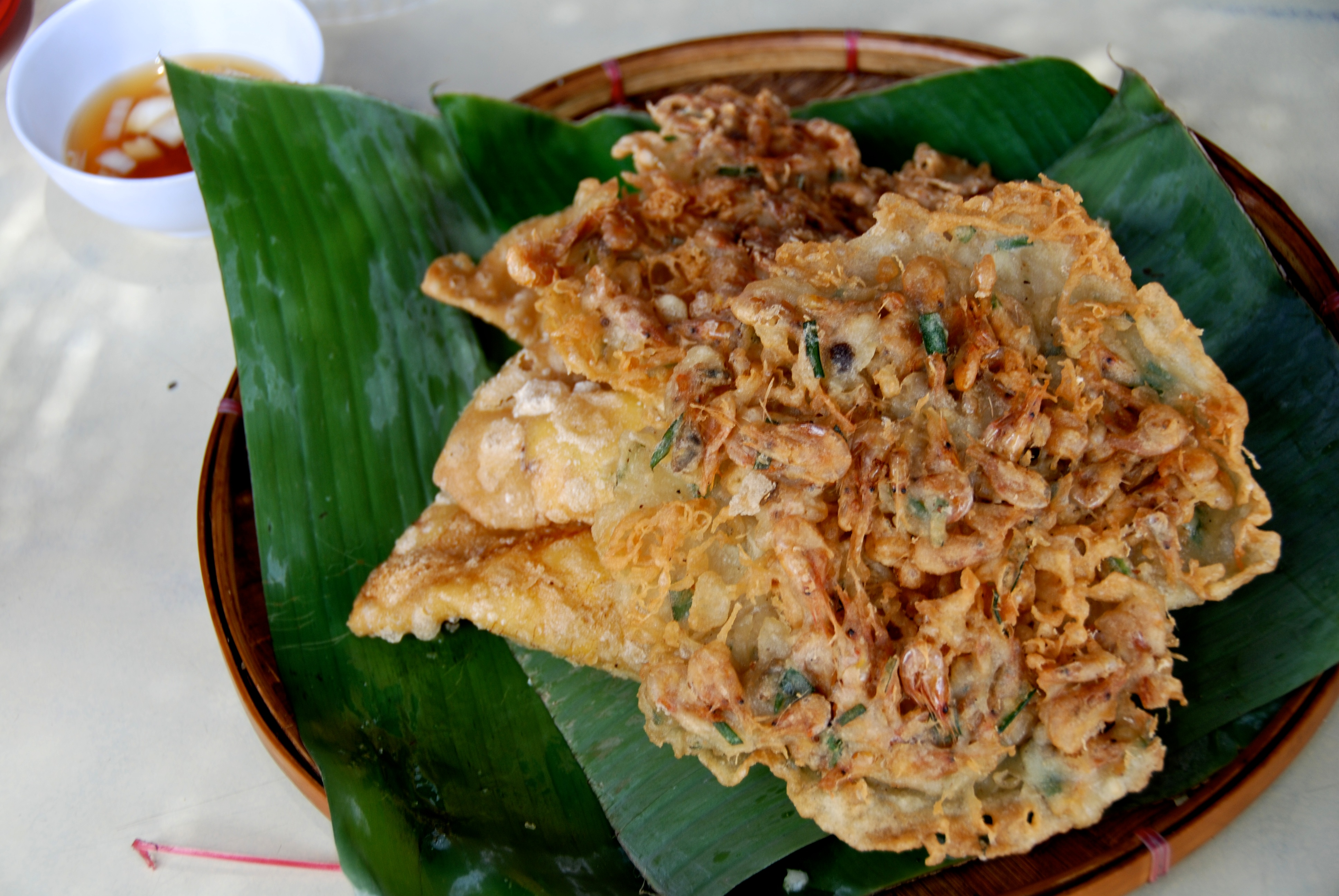
Оладки окой з креветок і клейкого рисового борошна
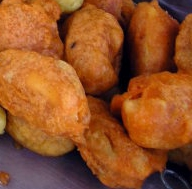
Квек-квек, оладки з перепелиних яєць
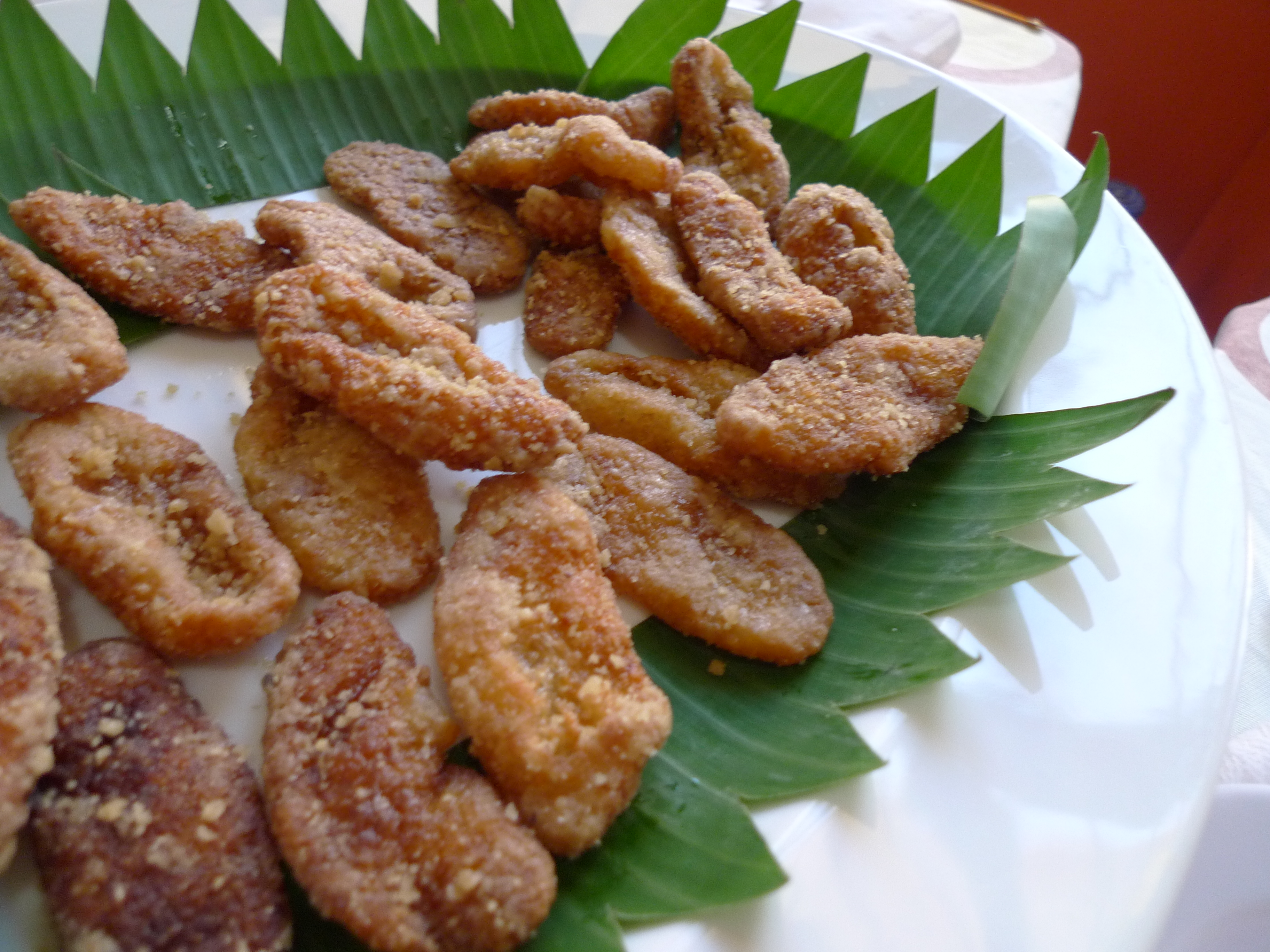
Пінакуфу (Pinakufu), оладки з клейкого рисового борошна, покриті цукром і кокосом

##### Таїланд

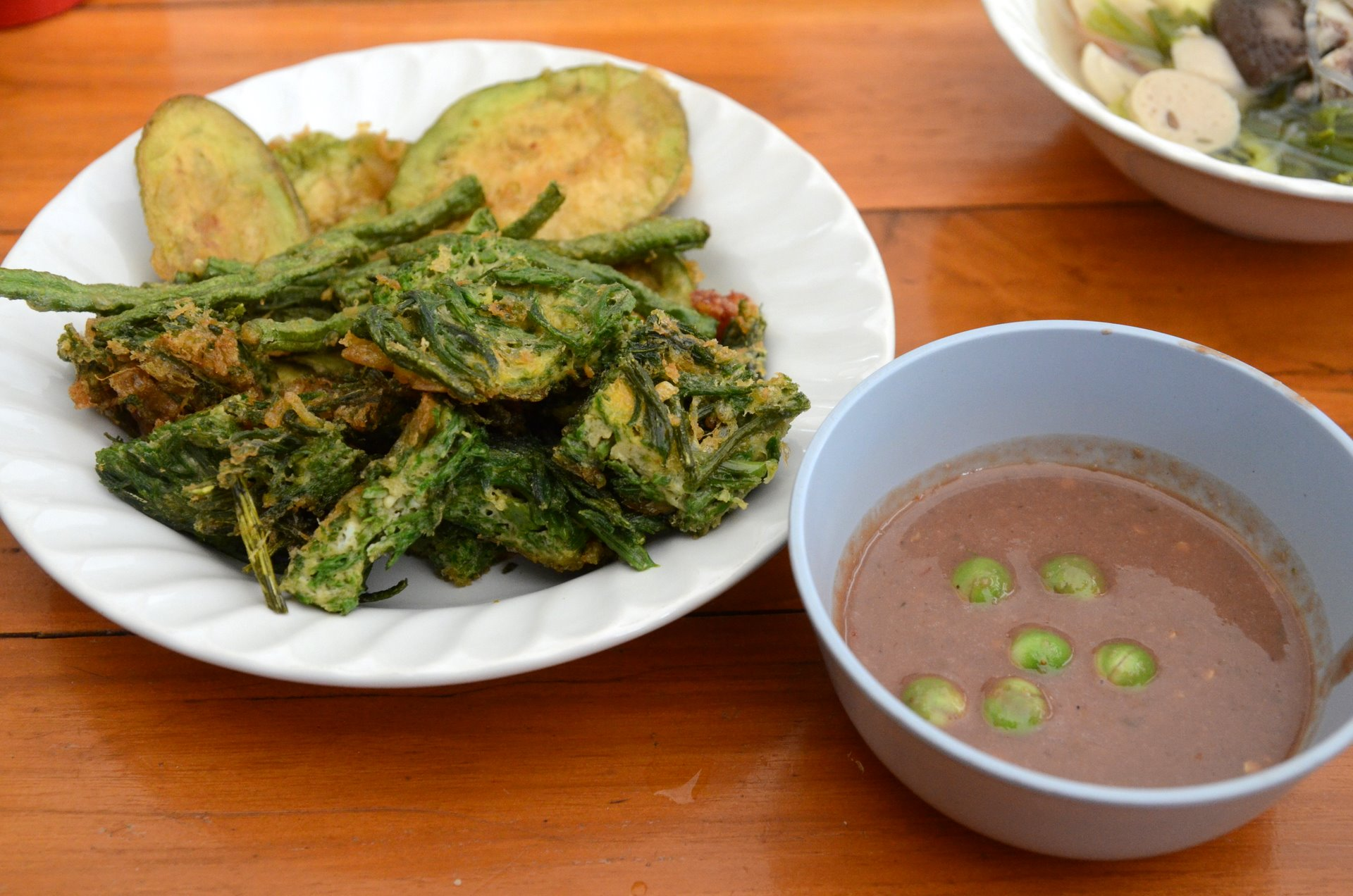
Nam phrik kapi подається з овочевими оладками; поширена страва в тайській кухні

#### Східна Азія

##### Китай
По всьому Китаю фрітери продають біля доріг. Вони можуть містити свинину, але зазвичай вегетаріанські.

##### Японія
У японській кухні темпура — це овочі або морепродукти, занурені та обсмажені в легкому хрусткому тісті та подаються як звичайний додаток до їжі.

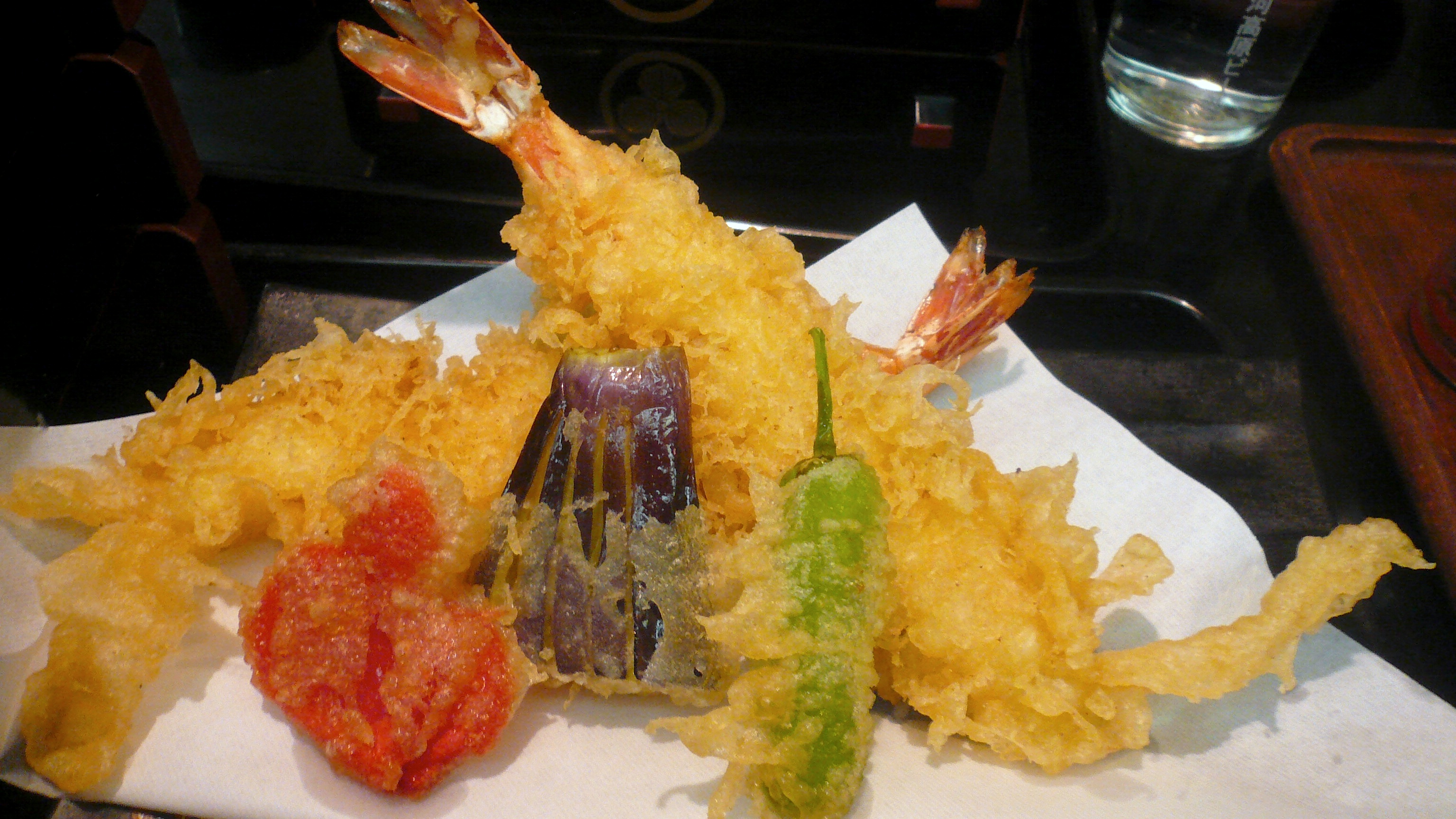
Темпура

##### Корея
У корейській кухні картопля фрі відома як твігім (twigim)(튀김). Твігім часто бувають в клярі і в паніровці, але є варіанти без паніровки, а також сорти без паніровки і кляру. Популярні страви з твігіма включають dak-twigim (смажена курка), gim-mari-twigim (рулет із смажених водоростей), goguma-twigim (смажена солодка картопля), gul-twigim (смажена устриця), ojingeo-twigim (смажений кальмар) і saeu-twigim (смажені креветки).
Традиційна вегетаріанська картопля фрі, пов'язана з корейською храмовою кухнею, включає твігак (twigak) і бугак (bugak). Твігак готують з таких овочів, як дасіма (dasima) (ламінарія) і бамбук, без паніровки чи кляру. Бугак виготовляють із таких овочів, як дасіма, листя перилли та перець чилі, які покривають клейкою рисовою пастою та ретельно висушують.

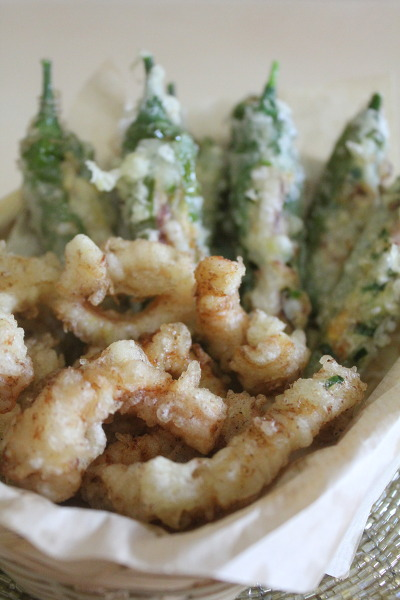
Корейські Ojingeo-twigim (оладки з кальмарами) і gochu -twigim (оладки з чилі)
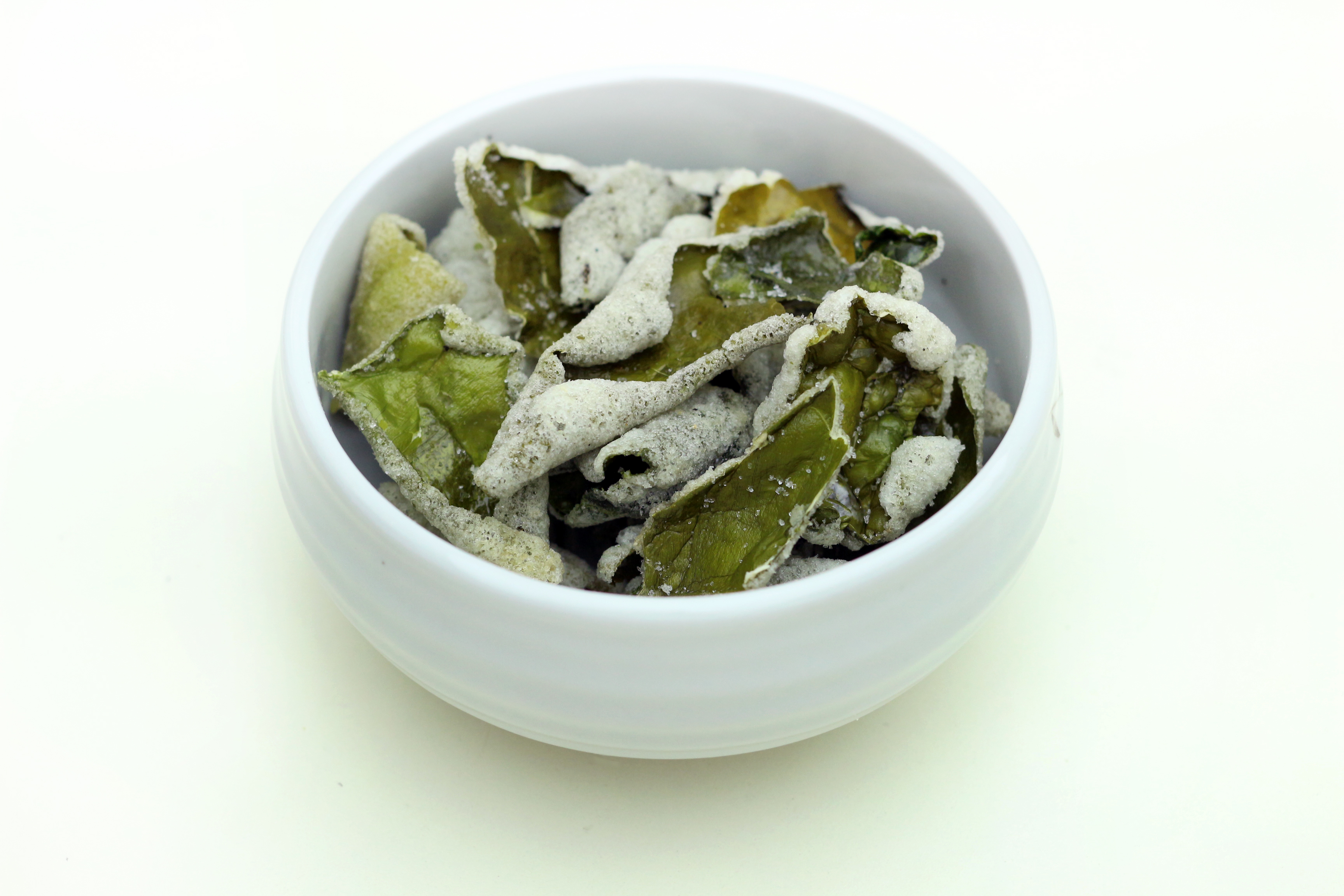
Dasima- bugak (картопля з ламінарії в покритті)
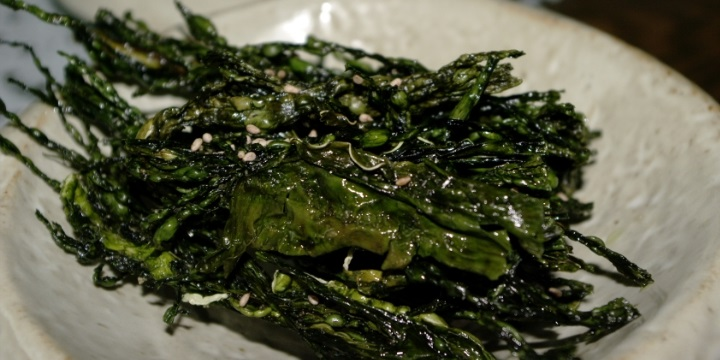
Miyeok- twigak (картопля фрі з водоростями)

#### Іран
Іранський варіант називається Куку (Kuku), який випускається в різних варіантах, наприклад, з картоплею або з травами. Цей вид фрітерів нагадує киш без скоринки.

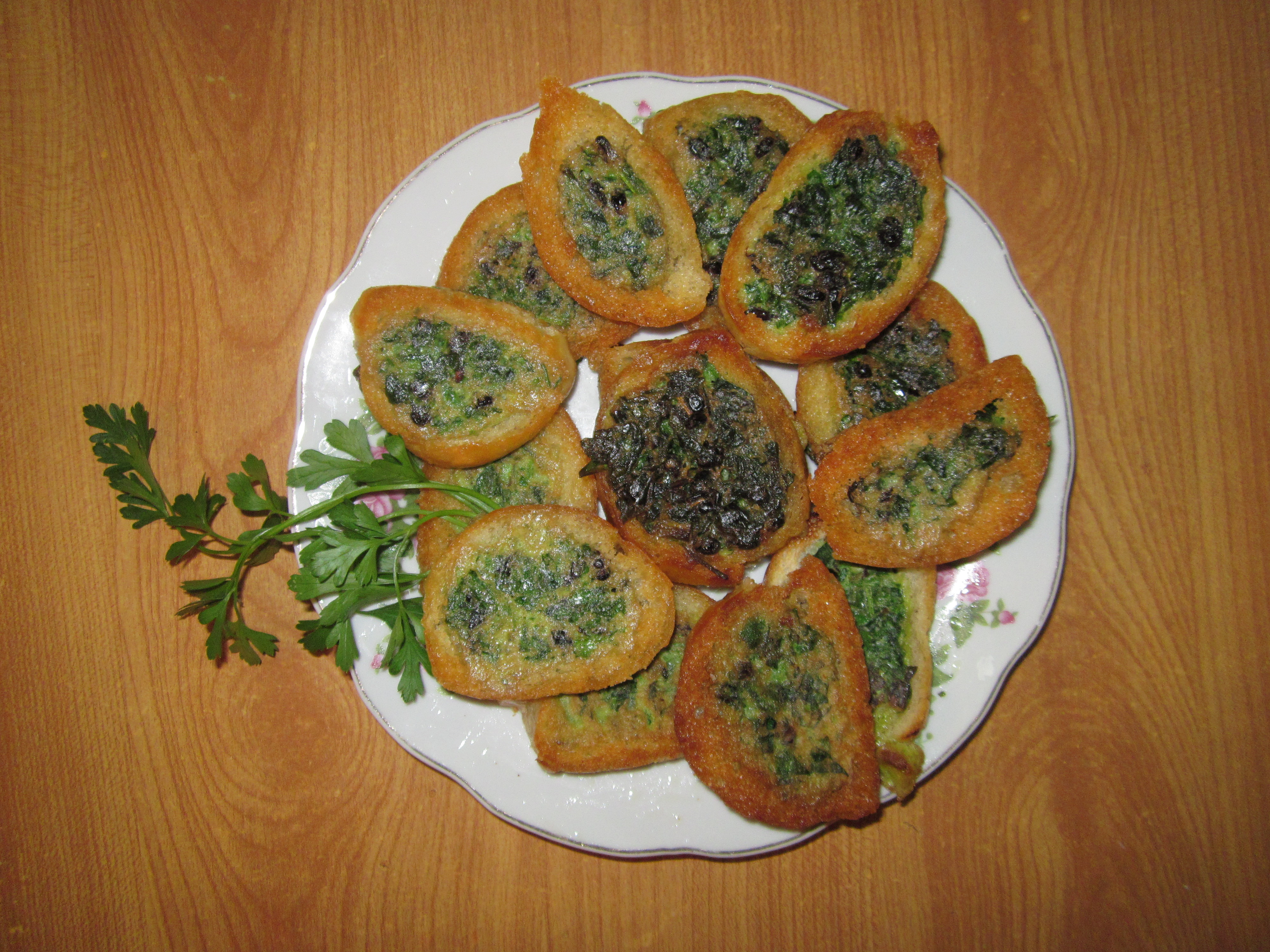
Куку -сабзі

### Нова Зеландія
У Новій Зеландії популярні фрітери з мальком (Whitebait fritters).

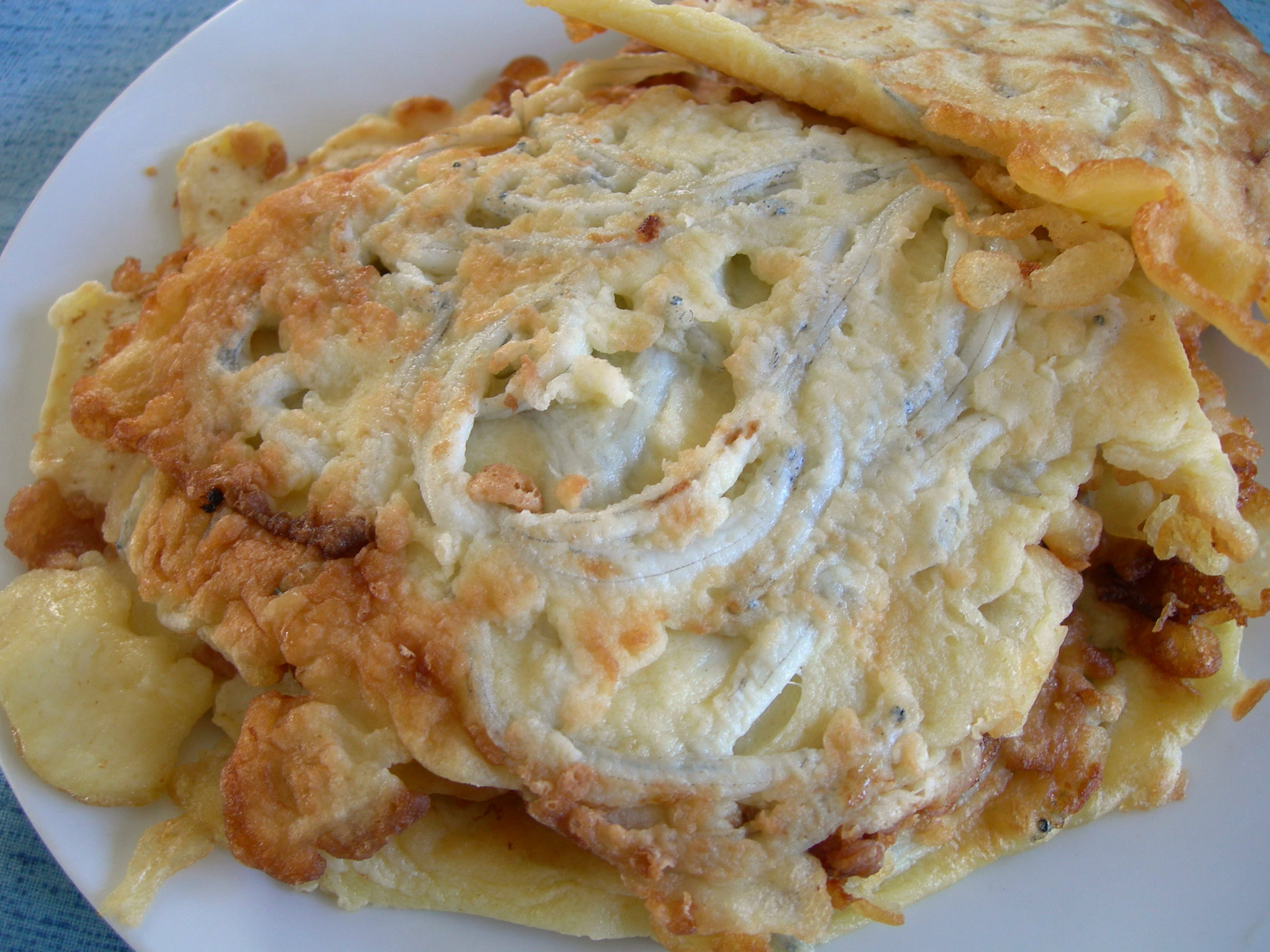
Новозеландські фрітери з мальків

## Європа

### Об'єднане Королівство
У британських точках продажу «фіш енд чіпс» (досл. риба та картопля фрі) можуть супроводжуватися «фрітерами», такими як скибочка картоплі, кільце ананаса, кільце яблука або шматочки, або кашкоподібний горох, смажені у тісті. Звідси: «картопляні оладки», «ананасові оладки», «яблучні оладки», « горохові оладки» тощо. Вдома і в школі також іноді готують оладки з м'ясом, особливо зі спамом і солониною. Рулет із фрітером (fritter roll) або рулет та фрітер (roll and fritter)— це картопляний фрітер всередині булочки, яку подають із сіллю та оцтом.

## Північна Америка

### Канада/Сполучені Штати Америки
Яблучний фрітер — поширений фрітер у Канаді та Сполучених Штатах. Його зазвичай можна знайти в магазинах пончиків і зазвичай готують із дріжджового тіста з борошна, цукру, яєць, молока, вершкового масла або жиру та пекарських дріжджів. Тісто в основному таке ж, як і для традиційного канадсько-американського тіста для пончиків. Його розплющують і обкачують з нарізаними яблуками і корицею. Потім його подрібнюють на дрібні шматочки, а потім формують. Потім його нарізають на порційні шматочки і залишають щоб піднялось, перш ніж обсмажити у фритюрі або негайно обсмажують. Після обсмажування їх занурюють у глазур зі смаком ванілі. Вважається, що він був створений Тімом Гортонсом у 1964 році як один із двох оригінальних кондитерських виробів разом із голландським пончиком. Існує також швидка версія хліба, яку можна знайти в рецептах в Інтернеті. Це в основному в Сполучених Штатах Америки і зазвичай виготовляється з борошна, цукру, розпушувача, нарізаних яблук, кориці, молока та яєць. Його також смажать у фритюрі та занурюють у ванільну глазур як дріжджову версію. У 2020 році McDonald's оголосив, що цілий день подаватиме яблучні оладки разом із двома іншими кондитерськими виробами.